# Phil Bodner
Philip L. Bodner (Waterbury (Connecticut), 13 de junio de 1917 – 24 de febrero de 2008) fue un clarinetista de jazz estadounidense, aunque también tocó la flauta, oboe, saxofón y el cuerno.

## Carrera
Bodner trabajó como músico de estudio en la década de los 40 y 50 en Nueva York. Grabó con Benny Goodman, Miles Davis y Gil Evans en 1958. En la década de los 60, trabajó con Oliver Nelson y J.J. Johnson, y creó The Brass Ring, un grupo creado posteriormente a Herb Alpert and the Tijuana Brass. El Brass Ring grabó nueve álbumes entre 1966 y 1972. Se le atribuyen colaboraciones en la década de los 70 con Oscar Peterson, Yusef Lateef, Peanuts Hucko, Wild Bill Davison, y Ralph Sutton. 
Bodner tuvo su participación en el disco de gran éxito "The Hustle" de Van McCoy. Otros trabajos de los 70 incluyen trabajos con Ralph Sutton y Johnny Varro y Mingus Epitaph y de arreglista en el tributo a Louie Bellson delálbum de Duke Ellington Black, Brown and Beige. También tocó el swing con Marty Napoleon, Mel Lewis y George Duvivier en la década de los 80 y con Maxine Sullivan y Barbara Carroll. Jazzmania grabó su álbum Jammin' at Phil's Place en 1990.

## Discografía
Como líder de banda
- The Greatest Sax in the World (Acreditado como Mr. Phil B por asuntos contractuales) (Kapp Records, 1966)
- Fine and Dandy (Stash, 1981)
- Jammin' at Phil's Place (Jazzmania, 1994)
- The Genius of Phil Bodner (Alanna, 2003)
- Clarinet Virtuosity: Once More with Feeling! (Arbors, 2006)

Con Brass Ring
- Love Theme from the Flight of the Phoenix (Dunhill, 1966)
- Lara's Theme (Dunhill, 1966)
- Sunday Night at the Movies (Dunhill, 1967)
- The Disadvantages of You (Dunhill, 1967)
- The Now Sound of the Brass Ring (Dunhill, 1967)
- Gazpacho (Dunhill, 1968)
- Only Love (Dunhill, 1968)
- The Evolution of the Brass Ring (Itco, 1969)
- The Brass Ring Featuring Phil Bodner (Project 3, 1972)

Como miembro de banda
- Coleman Hawkins, The Hawk in Hi Fi (RCA Victor, 1956)
- Cootie Williams, Cootie Williams in Hi-Fi (RCA Victor, 1958)
- Miles Davis, Porgy and Bess (álbum de Miles Davis) (Columbia, 1959)
- Joe Wilder, The Pretty Sound (Columbia, 1959)
- Paul Desmond, Desmond Blue (RCA Victor, 1962)
- Wes Montgomery, Fusion! Wes Montgomery with Strings (Riverside, 1963)
- Cal Tjader, Several Shades of Jade (Verve, 1963)
- Mel Davis, Dick Hyman, Bobby Rosengarden, Living Jazz: Dear Heart and Other Favorites (RCA Camden, 1965)
- George Benson, White Rabbit (CTI, 1972)
- Freddie Hubbard, Sky Dive (CTI, 1973)
- Joey DeFrancesco, Where Were You? (Columbia, 1990)